# Tysvær
Tysvær è un comune norvegese della contea di Rogaland.